# 安倍邦太郎

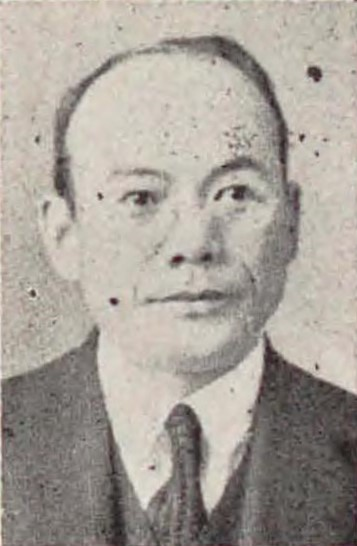
安倍邦太郎

安倍 邦太郎（あべ くにたろう、1883年〈明治16年〉11月8日 - 1946年〈昭和21年〉4月26日）は、日本の実業家、政治家。衆議院議員（1期）、新潟市会議員（6期）、第14・15代新潟市会議長。

## 略歴
新潟県中蒲原郡流作場新田（現 新潟市中央区三和町）の名家・安倍家の11世当主・安倍周平の長男として出生。
1902年（明治35年）3月に新潟中学校を卒業、4月に東京専門学校高等予科（現 早稲田大学高等学院）に入学、新潟中学校の2年先輩の会津八一とともに東京府東京市牛込区牛込原町（現 東京都新宿区原町）の玉川温徳方に下宿。
1903年（明治36年）7月に早稲田大学高等予科を修了、9月に早稲田大学大学部政治経済学科に入学、1906年（明治39年）7月に卒業、ウラジオストクと樺太を視察、鍵三銀行支配人、新潟保育院理事などに就任。
1917年（大正6年）4月に新潟市会議員に就任、新潟市参事会員、新潟市農会副会長、新潟県農会議員、亀田郷水害予防組合議員、新潟市産米改良委員、新潟港是調査会委員、日本硫曹常務取締役などに就任。
1920年（大正9年）7月に沼垂幼稚園第2代園長に就任、1925年（大正14年）2月に新潟商業会議所議員に就任、5月に都市計画新潟地方委員会委員に就任、1926年（大正15年）に新潟実業組合連合会理事長に就任。
1928年（昭和3年）2月に第16回衆議院議員総選挙で新潟県第1区から立憲民政党の公認で立候補して当選、1929年（昭和4年）3月に新潟商工会議所顧問に就任、新潟市教育会長、日東硫曹専務取締役などに就任。
1933年（昭和8年）4月に第14代新潟市会議長に就任、東部硫酸販売取締役に就任、1937年（昭和12年）4月に第15代新潟市会議長に就任、1938年（昭和13年）6月に第7代全国市会議長会会長に就任。
日東硫曹社長、日東運送社長、新潟青果配給統制社長、新潟株式取引所監査役、新潟米穀取引所監査役、新潟港作業監査役などに就任、1941年（昭和16年）1月に大政翼賛会新潟県支部顧問・新潟市支部理事に就任。
1946年（昭和21年）4月26日午後に新潟市流作場の自宅の農園で作業中に発病し、午後3時30分ごろに心臓麻痺で死去、62歳没。墓所は日蓮宗の本立寺にある。

## 栄典・表彰
- 1921年（大正10年）07月01日 - 第一回国勢調査記念章[31]
- 1928年（昭和03年）11月10日 - 金杯一個[32]
- 1940年（昭和15年）11月10日 - 紀元二千六百年祝典記念章[33]

## 親族
- 安倍九二造 - 叔祖父（祖父〈父の父〉の弟）[34]、安倍家12世当主、新潟県中蒲原郡沼垂町第4・7代町長、元新潟県会議員、沼垂幼稚園創設者・初代園長、沼垂図書館初代館長。
- 安倍邦衛 - 従叔父（安倍九二造の長男）[34]、安倍九二造の長男、新潟中学校の2年先輩、鉄道官僚、元東京地下鉄道技師長、元東京市電気局技術長、元東京高速鉄道顧問技師。日本で最初の地下鉄の設計者。

## 著作物

### 著書
- 『通俗市政問答』安倍邦太郎（私家版）、1932年。

### 編書
- 『萬代の光』安倍邦太郎（私家版）、1915年。